# 山崎美術
有限会社山崎美術（やまざきびじゅつ）は、東京都稲城市に本社を置くテレビ番組・映画を中心とした小道具・美術装飾を請け負う会社である。

## 主な作品

### テレビドラマ

#### 設立 - 1989年
連続ドラマ
単発・スペシャルドラマ

#### 1990年代
連続ドラマ
- 運命の森（東海テレビ、国際放映　1994年4月期 昼ドラマ）
- お父さんは心配症（ABCテレビ，国際放映、1994年4月 - 5月 火曜ドラマ）
- 男はいらない（読売テレビ，彩の会、1994年10月期）
- 指輪（東海テレビ，泉放送制作、1995年1月期 昼ドラマ）
- 寝たふりしてる男たち（読売テレビ，テレパック、1995年1月期）
- 外科医柊又三郎（テレビ朝日，CUC、1995年7月期 木曜ドラマ）
- 幸福の予感（東海テレビ，ビデオフォーカス、1996年4月期）
- ウルトラマンティガ（MBSテレビ，円谷プロダクション、1996年9月 - 1997年8月）
- 氷炎 死んでもいい（東海テレビ，ビデオフォーカス、1997年4月期 昼ドラマ）
- ウルトラマンダイナ（MBSテレビ，円谷プロダクション、1997年9月 - 1998年8月）
- 緋の稜線（東海テレビ，ビデオフォーカス、1997年4月期 昼ドラマ）
- ウルトラマンガイア（MBSテレビ，円谷プロダクション、1998年9月 - 1999年8月）
- 愛の流星（東海テレビ，ビデオフォーカス、1999年7月期 昼ドラマ）

単発・スペシャルドラマ
- 列島縦貫事件シリーズ「洞爺湖温泉殺人事件」（テレビ東京，仕事、1991年6月 月曜・女のサスペンス）
- 六月の花嫁シリーズ'91・4「結婚適齢期」（日本テレビ，ニュー・センチュリー・プロデューサーズ、1991年6月 火曜サスペンス劇場）
- 世にも奇妙な物語「整理癖」「ビデオドラッグ」「冗費節減」（フジテレビ，東宝、1991年9月）
- 列島縦断サスペンス「通勤新幹線替玉事件」（テレビ東京，PROTX，日本映像、1991年6月 月曜・女のサスペンス）
- 未亡人探偵シリーズ「熱海芸者連続殺人事件」（ABCテレビ，沢井プロダクション、1992年5月 土曜ワイド劇場）
- 森村誠一サスペンス「音」（日本テレビ，日本映像、1992年5月 火曜サスペンス劇場）
- 灰色無罪（日本テレビ，東宝、1993年7月 火曜サスペンス劇場）
- 女優 夏木みどりシリーズ5「丸亀城伝説殺人事件」（フジテレビ，CRジャパン、1993年9月 金曜エンタテイメント）
- 過去をもって来た女（テレビ朝日，IVSテレビ制作、1993年11月 土曜ワイド劇場）
- やっぱり帰ってきたOL三人旅「長崎湯けむり激安ツアー殺人事件」（フジテレビ，共同テレビ、1993年12月 金曜エンタテイメント）
- 刑事・野呂盆六「完全犯罪の女」（TBS，松竹、1993年12月 月曜ドラマスペシャル）
- 女刑事・柏木冴子「金沢・越前海岸連続誘拐殺人事件!」（ABCテレビ，東宝、1993年12月 土曜ワイド劇場）
- 女医翔子の華麗なる復讐（テレビ朝日，G・カンパニー、1994年5月 土曜ワイド劇場）
- 女優 夏木みどりシリーズ6「赤いドレス殺人事件」（フジテレビ，CRジャパン、1994年7月 金曜エンタテイメント）
- 検事霧島三郎2（日本テレビ，C.A.L、1995年5月 火曜サスペンス劇場）
- 少女Aの殺人（テレビ朝日，東宝、1996年6月 土曜ワイド劇場）
- 検事霧島三郎3（日本テレビ，C.A.L、1996年8月 火曜サスペンス劇場）
- 検事霧島三郎4（日本テレビ，C.A.L、1997年4月 火曜サスペンス劇場）
- フォトグラファー桜井美由紀2「死都物語」（TBS，G・カンパニー、1997年10月 月曜ドラマスペシャル）
- 事件記者2（日本テレビ，ホリプロ、1999年12月 火曜サスペンス劇場）

#### 2000年代
連続ドラマ
- ウルトラマンコスモス（MBSテレビ，円谷プロダクション、2001年7月 - 2002年9月）
- 女将になります!（NHK，NHKエンタープライズ，カズモ、2003年3月 - 5月）
- コスメの魔法（TBS，カズモ、2004年1月 - 2月 愛の劇場）
- 牡丹と薔薇（東海テレビ，ビデオフォーカス、2004年1月期 昼ドラマ）
- ドリーム〜90日で1億円〜（NHK，NHKエンタープライズ，カズモ、2004年3月 - 5月）
- よい子の味方（東海テレビ，ビデオフォーカス、2004年6月 - 7月 愛の劇場）
- 女医・優〜青空クリニック〜（東海テレビ，国際放映、2004年7月期 昼ドラマ）
- 愛のソレア（東海テレビ，泉放送制作、2004年10月期）
- 冬の輪舞（東海テレビ，ビデオフォーカス、2005年1月期 昼ドラマ）
- コスメの魔法2（TBS，カズモ、2005年5月 - 7月 愛の劇場）
- はるか17（テレビ朝日，ホリプロ、2005年7月期 金曜ナイトドラマ）
- 緋の十字架（東海テレビ，泉放送制作、2005年10月期 昼ドラマ）
- 新・風のロンド（東海テレビ，ビデオフォーカス、2006年1月期 昼ドラマ）
- 魔弾戦記リュウケンドー（テレビ愛知，松竹，ドックシュガー、2006年1月 - 12月）
- 吉祥天女（テレビ朝日，国際放映、2006年4月期 土曜ミッドナイトドラマ）
- 美しい罠（東海テレビ，国際放映、2006年7月期 昼ドラマ）
- 紅の紋章（東海テレビ，テレパック、2006年10月期 昼ドラマ）
- アンナさんのおまめ（テレビ朝日，国際放映、2006年10月期 金曜ナイトドラマ）
- 拝み屋横丁顛末記（テレビ朝日，ホリプロ、2006年12月 土曜ミッドナイトドラマ）
- 母親失格（東海テレビ，ビデオフォーカス、2007年1月期 昼ドラマ）
- 金色の翼（東海テレビ，国際放映、2007年7月期 昼ドラマ）
- おじいさん先生（日本テレビ，D.N.ドリームパートナーズ，バップ，ウィルコ、2007年7月期 黄金の舌）
- 愛の迷宮（東海テレビ，テレパック、2007年10月期 昼ドラマ）
- ハリ系（日本テレビ，D.N.ドリームパートナーズ，バップ，トータルメディアコミュニケーション、2007年10月期 黄金の舌）
- 安宅家の人々（東海テレビ，ビデオフォーカス、2008年1月期 昼ドラマ）
- 腐女子デカ（テレビ朝日，ホリプロ、2008年1月 - 2月 土曜ミッドナイトドラマ）
- ナツコイ（MBS毎日放送，ホリプロ、2008年6月 - 8月 ドラマ30）
- 白と黒（東海テレビ，国際放映、2008年7月期 昼ドラマ）
- 打撃天使ルリ（テレビ朝日，国際放映、2008年7月期 金曜ナイトドラマ）
- Cafe吉祥寺で（テレビ東京，国際放映、2008年10月期 Lドラ）
- プリズナー（WOWOW，国際放映、2008年11月 - 12月 連続ドラマW）
- 非婚同盟（東海テレビ，ビデオフォーカス、2009年1月期 昼ドラマ）
- ママはニューハーフ（テレビ東京，大映テレビ、2009年4月期 Lドラ）
- 夏の秘密（東海テレビ，国際放映、2009年6月 - 8月 昼ドラマ）
- 怨み屋本舗 REBOOT（テレビ東京，テレビマンユニオン、2009年7月期 ドラマ24）
- リアル・クローズ(連続ドラマ版)（関西テレビ，ホリプロ、2009年10月期）

単発・スペシャルドラマ
- おだまりコンビ2「殺しのシナリオ」（フジテレビ，CRジャパン、2000年2月 金曜エンタテイメント）
- おだまりコンビ3「芸能界殺しのオルゴール」（フジテレビ，CRジャパン、2000年3月 金曜エンタテイメント）
- 恐妻家探偵の事件帖1「殺しのレシピ」（フジテレビ，CRジャパン、2000年10月 金曜エンタテイメント）
- 西村京太郎サスペンス・天使の傷痕（テレビ東京，BSジャパン，テレパック、2001年7月 女と愛とミステリー）
- 渡哲也サスペンス・絆（テレビ東京，BSジャパン，ビデオフォーカス、2002年3月 女と愛とミステリー）
- 夏樹静子サスペンス・駅に佇つ人（テレビ東京，BSジャパン，カズモ、2002年7月 女と愛とミステリー）
- 失われた約束（関西テレビ，ホリプロ、2003年9月）
- 捜し屋★諸星光介が走る!（TBS，東京映画新社、2004年5月 月曜ミステリー劇場）
- 捜し屋★諸星光介が走る!2（TBS，東京映画新社、2005年2月 月曜ミステリー劇場）
- 六月の花嫁2005・化身（日本テレビ，アズバーズ、2005年6月 火曜サスペンス劇場）
- 生命38億年スペシャル 人間とは何だ5「日本人の心」・ドラマパート（TBS，ステアウェイ、2006年2月）
- 森村誠一サスペンスシリーズ6・唄（TBS，スイート・ベイジル、2006年4月）
- 波のロード（テレビ東京，博報堂DYメディアパートナーズ，THE WORKS、2007年3月）
- 捜し屋★諸星光介が走る!3（TBS，東京映画新社、2007年4月 月曜ゴールデン）
- 捜査検事・近松茂道7「美濃土鈴伝説殺人事件」（テレビ東京，BSジャパン，TSP、2007年5月 水曜ミステリー9）
- 震度0（WOWOW，ホリプロ、2007年8月 ドラマW）
- 宮部みゆき「長い長い殺人」（WOWOW，東阪企画、2007年11月 ドラマW）
- 孤独の歌声（WOWOW，葵プロモーション、2007年11月 ドラマW）
- 蒼い瞳とニュアージュ（WOWOW，ホリプロ、2007年11月 ドラマW）
- 超高層ホテルウーマンvs女ガードマン（テレビ朝日，TSP、2007年12月 土曜ワイド劇場）
- 湘南探偵物語（ABCテレビ，トレンド、2008年2月 土曜ワイド劇場）
- 超高層マンションの妻 〜危険な来訪者〜（テレビ朝日，大映テレビ、2008年3月）
- 三十万人からの奇跡〜二度目のハッピーバースディ〜（テレビ東京，The icon、2008年3月）
- 扉は閉ざされたまま（WOWOW，THE WORKS、2008年3月 ドラマW）
- 君の望む死に方（WOWOW，THE WORKS、2008年3月 ドラマW）
- トリハダ3（フジテレビ，ホリプロ、2008年4月）
- 捜し屋★諸星光介が走る!4（TBS，東京映画新社、2008年6月 月曜ゴールデン）
- 捜査検事・近松茂道8「伊勢志摩・海女伝説殺人事件」（テレビ東京，BSジャパン，TSP、2008年6月 水曜ミステリー9）
- ルパンの消息（WOWOW、2008年9月 ドラマW）
- 恋を捨て夢に駆けた女〜エド・はるみ物語〜（フジテレビ，ジャパンプロデュース、2008年11月 金曜プレステージ）
- 戦力外通告（WOWOW，スイート・ベイジル、2009年2月 ドラマW）
- 遺品の声を聴く男（ABCテレビ，ドリマックス・テレビジョン、2009年5月 土曜ワイド劇場）
- 警視庁南平班〜七人の刑事〜（TBS，スイート・ベイジル、2009年8月 月曜ゴールデン）
- 椿山課長の七日間（テレビ朝日，ホリプロ、2009年12月）

#### 2010年代
連続ドラマ
- インディゴの夜（東海テレビ，共同テレビ、2010年1月期 昼ドラマ）
- 娼婦と淑女（東海テレビ，泉放送制作、2010年4月期 昼ドラマ）
- 逃亡弁護士（関西テレビ，ホリプロ、2010年7月期 火曜22時）
- 崖っぷちのエリー〜この世でいちばん大事な「カネ」の話〜（ABC朝日放送，テレビ朝日，ホリプロ、2010年7月期 金曜21時）
- 天使の代理人（東海テレビ，共同テレビ、2010年9月-10月 昼ドラマ）
- 示談交渉人 ゴタ消し（読売テレビ，吉本興業，ビデオフォーカス、2011年1月期 木曜ナイトドラマ）
- さくら心中（東海テレビ，泉放送制作、2011年1月期 昼ドラマ）
- 霧に棲む悪魔（東海テレビ，泉放送制作、2011年4月期 昼ドラマ）
- IS 〜男でも女でもない性〜（テレビ東京，オスカープロモーション、2011年7月期 月曜22時）

単発・スペシャルドラマ
- 第28回横溝正史ミステリ大賞テレビ東京賞受賞作品ドラマ・テネシーワルツ（テレビ東京，BSジャパン，角川映画、2010年2月 水曜シアター9）
- 悪い奴ほどよく眠る（フジテレビ，俳優座，ビデオフォーカス、2010年3月 金曜プレステージ）
- 上条麗子の事件推理7「死を呼ぶ越中富山の湯」（TBS，TSP、2010年7月 月曜ゴールデン）
- 警視庁南平班〜七人の刑事〜2（TBS，スイート・ベイジル、2010年8月 月曜ゴールデン）
- 警視庁南平班〜七人の刑事〜3（TBS，スイート・ベイジル、2011年5月 月曜ゴールデン）
- 上条麗子の事件推理8「死を呼ぶ男鹿〜角館〜乳頭温泉ライン」（TBS，TSP、2011年6月 月曜ゴールデン）
- 松本清張特別企画・張込み（テレビ東京、BSジャパン、2011年11月 水曜ミステリー9）
- 松本清張特別企画・鉢植を買う女（テレビ東京、BSジャパン、2011年11月 水曜ミステリー9）
- 松本清張特別企画・聞かなかった場所（テレビ東京、BSジャパン、2011年11月 水曜ミステリー9）
- 松本清張没後20年特別企画 事故〜黒い画集〜（テレビ東京、BSジャパン、角川映画、2012年12月 水曜ミステリー9）
- SP 八剱貴志（TBS、2015年8月、月曜ゴールデン）

### 映画

#### 1990年代
- 魚からダイオキシン!!（1992年）

#### 2000年代
- ダンボールハウスガール（ウィルコ、2001年）
- 犬と歩けば チロリとタムラ（ハチャマ，映像2000，アルゴ・ピクチャーズ、2004年）
- アオグラ AOGRA（シネハウス、2006年）
- 手紙（『手紙』製作委員会，ギャガ・コミュニケーションズ、2006年）
- 鎧 yoroi（ギャガコミュニケーションズ，TIME LINE BASIL、2007年）
- 大阪府警潜入捜査官（エクセレントフィルム、2007年）
- 魁!!男塾（ぜアリズエンタープライズ、2008年）
- King Game（ステアウェイ、2008年）
- いつも二人（愛川企画、2008年）
- JOHNEN 定の愛（東映ビデオ，楽映舎、2008年）
- 同窓会（『同窓会』製作委員会，エクセレントフィルム、2008年）
- ノン子36歳（家事手伝い）（ゼアリズエンタープライズ、2008年）
- リアル鬼ごっこ（ジェネオンエンタテインメント，電通、2008年）
- 大阪ハムレット（アートポート，円谷エンターテインメント，エクセレントフィルム、2009年）
- プライド（ヘキサゴンピクチャーズ，エクセレントフィルム、2009年）
- 降りてゆく生き方（プレサリオ、2009年）

#### 2010年代
- 春との旅（アスミック・エース，ラテルナ，モンキータウンプロダクション、2010年）
- 劇場版 怪談レストラン（2010劇場版『怪談レストラン』制作委員会、2010年）
- 七瀬ふたたび（『七瀬ふたたび』製作委員会、2010年）
- ホームカミング（ホームカミング製作委員会、2011年）

### CM
- ウルトラマンナイス（バンダイ）